# Ley de derechos civiles de Estados Unidos de 1871

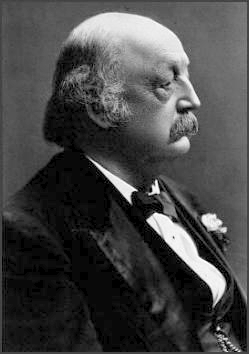
Benjamin Franklin Butler escribió el acta del Klan de 1871.

El Acta de derechos civiles de 1871 (en inglés: Civil Rights Act of 1871) también conocida como el Acta de Ejecución es uno de los estatutos legales más importantes en vigencia en los Estados Unidos. Entró en vigor unos años después del final de la guerra de Secesión, con el propósito de establecer un medio jurídico de proteger a las personas de raza negra de los estados del sur, quienes estaban siendo víctimas de abusos y excesos por organizaciones como el primer Ku Klux Klan. Desde su creación, el acta ha sido objeto de modificaciones menores, aunque las interpretaciones que se le han dado en los tribunales han sido muy diversas. El acta fue firmada por el presidente Ulysses S. Grant en 1871, bajo recomendación del político y legislador Benjamin Franklin Butler. El acta no otorga nuevos derechos civiles a los ciudadanos, sino que permite a los individuos demandar legalmente a quien viole sus derechos, ante tribunales federales. Los derechos civiles en cuestión, están ya incluidos en la Constitución de los Estados Unidos. Debido a que uno de los grupos más notorios cuyas actividades se querían limitar, era el Ku Klux Klan, el acta se conoce informalmente como «Acta del Ku Klux Klan».